# مارك 26 (قنبلة نووية)
مارك 26 ترتبط القنبلة النووية مارك 26 إلى مارك 21. تم تطوير القنبلة في 1 سبتمبر 1954م.
في نهاية يوليو 1955 تم إصدار تصميم مارك  21 للإنتاج في حين تصميم مارك 26 غير موجود إلا أنها تزامنة بشكل وثيق مع قرار إنهاء تطوير مارك 26 في أبريل 1957م، وكانت النسخة النظيفة من مارك 21.